# Atanásio I de Constantinopla
Atanásio I de Constantinopla (1230 - 28 de outubro de 1310) foi o patriarca grego ortodoxo de Constantinopla por duas vezes, entre 1289 e 1293 e novamente entre 1303 e 1309. 

## Vida e obras
Atanásio nasceu em Adrianópolis e morreu e Constantinopla e foi escolhido pelo imperador bizantino Andrônico II Paleólogo como patriarca. Ele era contrário à reunião da Igreja Católica com a Igreja Ortodoxa, separadas desde o cisma de 1054, e introduziu reformas eclesiásticas que provocaram forte oposição do clero, forçando-o a renunciar em 1293. Com o apoio popular, ele foi restaurado em 1303, sendo novamente forçado a renunciar em 1310 por pressões da facção pró-união no clero.